# Прапор Національної гвардії України
Прапором Національної гвардії України є прямокутне полотнище синього кольору зі співвідношенням сторін 2:3, у центрі якого вміщено емблему Національної гвардії України. Прапор затверджено 12 травня 2014 року в.о. президента України Олександром Турчиновим. 

## Опис
Висота емблеми дорівнює 2/3 висоти полотнища. Сторони прапора, крім лівого краю полотнища, прикрашено бахромою золотистого кольору. На зворотній стороні полотнища розташовано напис "НАЦІОНАЛЬНА ГВАРДІЯ УКРАЇНИ", виконаний літерами золотистого кольору.
Древко прапора дерев'яне, темного кольору. Верхівка древка прапора стріловидна з жовтого металу, у центрі якої вміщено малий Державний Герб України.